# Richardsoniscus portoricensis
Richardsoniscus portoricensis là một loài chân đều trong họ Scleropactidae. Loài này được Richardson miêu tả khoa học năm 1901.